# Ignasi Maria Serra i Goday
Ignasi Maria Serra i Goday (Barcelona, 1916-1991) va ser un arquitecte, tècnic urbanista i pintor de pintura al fresc català. També es va dedicar a la il·lustració de llibres. Des del 1958 va ser arquitecte municipal de Barcelona. En aquesta qualitat va realitzar entre d'altres el Museu Clarà, l'eixample del Palauet Albéniz, el Saló del Tinell i l'eixample del Museu Piccasso.
El 22 de gener de 1975 va ser elegit membre de la Reial Acadèmia de Belles Arts de Sant Jordi Va tenir el discurs d'ingrés Meditació barcelonina de l'últim quart de segle, seguit pel discurs de contestació per Frederic Marés i Deulovol.
Pintures al fresc destacades
- Capella dels esportistes (1960-1963) a l'església Santa Anna de Barcelona[6][1]
- Capella del Santíssim de la parròquia de Gavà[1]
- Església de la Mare de Déu de l'Alegria a Tiana (1970), al cementiri marí de la qual va ser sebollit.[7]